# T・J・バス
T・J・バス（T. J. Bass、1932年7月7日 - 2011年12月13日）はアメリカ合衆国のSF作家、医師。本名トーマス・J・バスラー (Thomas J. Bassler)。
ハイスクール在学中に公募医学論文で受賞する。バージニア医科大学で医学を修め、細胞病理および解剖学、臨床病理学を専門としていた。
1960年代後半にベトナム戦争に従軍時、マラリア予防のルポルタージュを作ったことがきっかで作家となる。1968年、イフ誌に短編「スター・イッチ」を発表してSF界にデビュー。
バスラーの2つの長編、Half Past Human (1971) と『神鯨』は共にネビュラ賞にノミネートされた。だが以降は、医師としての活動に専念していた。American Medical Joggers Association 設立者の一人。

## 作品リスト

### SF長編
- Half Past Human (1971)
- 神鯨 (The Godwhale 1974)

### 短編
- Star Itch (1968)
- Star Seeder (1969)
- Half Past Human  (1969)
- G.I.T.A.R (1970) - or Song of Kaia
- A Game of Biochess (1970)
- Rorqual Maru (1972)

### ノンフィクション
- The Whole Life Diet: An Integrated Program of Nutrition and Exercise for a Lifestyle of Total Health (1979) - トーマス・J・バスラー名義、Robert E. Burger と共著。